# Bahai-pelgrimsreis

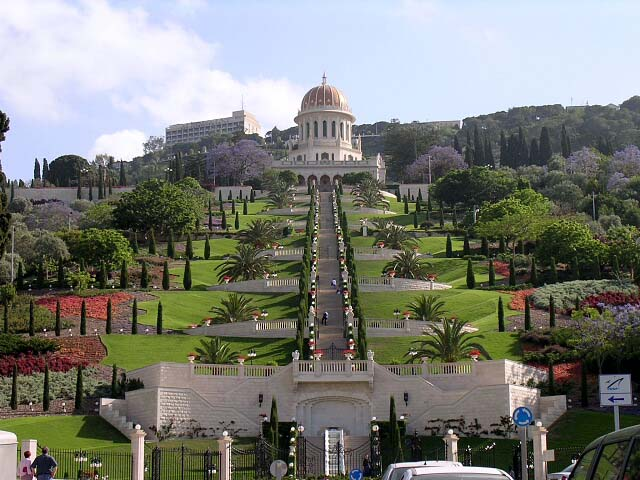
De graftombe van de Báb en haar terrassen

Een bahai-pelgrimsreis bestaat uit een bezoek aan de heilige plaatsen van het bahai-geloof in Haifa, Akká en Bahjí in het Bahai-wereldcentrum in Noordwest-Israël. Bahai-gelovigen hebben geen toegang tot andere plaatsen aangewezen als locaties voor de pelgrimsreis.
Bahá'u'lláh verordende in de Kitáb-i-Aqdas de pelgrimsreis naar twee plaatsen: het Huis van Bahá'u'lláh in Bagdad, Irak en het Huis van de Báb in Shiraz, Iran. In twee afzonderlijke tafelen bekend als Suriy-i-Hajj, heeft hij specifieke riten voorgeschreven voor elk van deze plaatsen (het gebod over het scheren van het hoofd voor de pelgrimsreis werd in de Kitáb-i-Aqdas afgeschaft). Het is verplicht om de pelgrimsreis te maken "als men het zich kan veroorloven en ertoe in staat is en als er geen obstakel in de weg staat". Bahai-gelovigen zijn vrij om te kiezen tussen de twee huizen, een bezoek aan één ervan is voldoende. Later heeft 'Abdu'l-Bahá de graftombe van Bahá'u'lláh in Bahjí (de Qiblih) aangewezen als een plaats voor pelgrimage. Hiervoor zijn geen riten voorgeschreven.
De aangewezen locaties voor de pelgrimsreis zijn voor de meeste bahai-gelovigen ontoegankelijk, omdat ze in Irak en Iran staan. Dus wanneer de gelovigen spreken over de pelgrimsreis, bedoelen zij de negendaagse pelgrimsreis die plaatsvindt in het Bahai-wereldcentrum in Haifa en Akká in Israël. Deze reis dient niet ter vervanging van de pelgrimsreis naar de aangewezen plaatsen. Het is de bedoeling dat de bedevaart naar het Huis van de Báb en het Huis van Bahá'u'lláh zullen plaatsvinden in de toekomst.

## Huis van Bahá'u'lláh
Het Huis van Bahá'u'lláh in Bagdad, Irak ook bekend als het "Grootste Huis" (Bayt-i-A'zam) en het "Huis van God", is waar Bahá'u'lláh woonde van 1853 tot 1863 (behalve voor twee jaar, toen hij in de bergen van Koerdistan, ten noordoosten van Bagdad, in de buurt van de stad Sulaimaniya). Het is gelegen in de wijk Kadhimiya van Bagdad, in de buurt van de westelijke oever van de rivier de Tigris. Het wordt in de Kitáb-i-Aqdas aangewezen als een bedevaartsoord en wordt door gelovigen beschouwd als een heilige plaats.
Tijdens de jaren twintig van de 20e eeuw werd het huis in beslag genomen door Shí'ih-autoriteiten, die vijandig stonden tegenover het bahai-geloof. De Raad van de Volkenbond erkende de vordering van de bahai-aanhangers op het huis, maar het is tot op heden niet teruggegeven aan de bahai-gemeenschap.

## Huis van de Báb, Shiraz
In dit huis in Shiraz, Iran, verklaarde de Báb zijn missie aan Mullá Husayn op 23 mei 1844.
In 1942-3 werd het beschadigd door brand tijdens een aanval door vijanden van het bahai-geloof. In 1955 werd het verwoest, maar later weer gerestaureerd. In 1979 werd tijdens de Iraanse Revolutie nogmaals vernietigd. In 1981 werd de site omgebouwd tot een weg en een openbaar plein. Onlangs werd een moskee gewijd aan de 'Beloofde' naast de site gebouwd.

## Negendaagse pelgrimsreis

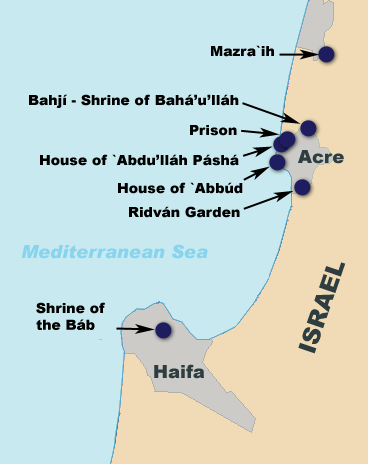
Voor de bahai-gelovigen heilige plaatsen in Israël

De plaatsen die gelovigen bezoeken tijdens de negendaagse pelgrimsreis in het Bahai-wereldcentrum omvatten de volgende. Zie Heilige plaatsen van het bahai-geloof in Haifa en West-Galilea voor meer informatie over elk gebouw.
Bahjí:
- Graftombe van Bahá'u'lláh
- Mansion van Bahjí

Haifa:
- Graftombe van de Báb
- Bahai-terrassen
- Arc
  - Zetel van het Universele Huis van Gerechtigheid
  - Zetel van het Internationaal Onderrichtscentrum
  - Centrum voor de Studie van de Teksten
  - Internationale Archiefgebouw
  - Monument-tuinen
- Site van het toekomstige Huis van Aanbidding
- Huis van 'Abdu'l-Bahá
- Rustplaats van Amatu'l-Bahá Rúhíyyih Khanum
- Pelgrim Huizen:
  - Eastern Pilgrim House
  - 10 Haparsim Street
  - 4 Haparsim Street

Akká:
- Tuin van Ridván, Akká
- Huis van `Abbúd
- Huis van `Abdu'lláh Páshá
- Mazra'ih

De negendaagse pelgrimsreis staat alleen open voor gelovigen en hun partners die zich hebben ingeschreven voor de pelgrimsreis.